# Ljudmila Volkensjtejn
Ljudmila Aleksandrovna Volkensjtejn (ryska: Людмила Александровна Волкенштейн), född 18 september (nya stilen: 30 september) 1857 i Kiev, död 10 januari (nya stilen: 23 januari) 1906 i Vladivostok, var en rysk revolutionär. 
Volkensjtejn var anklagad i den stora processen 1884 (tillsammans med Vera Figner) och dömdes till fängelse på Nöteborgs fästning, varifrån hon fördes till ön Sachalin, sedan till Vladivostok. Där dödades hon under en revolt bland fångarna. Om den långa fängelsetiden utgav hon skriften 13 ljet v Sjlisselburgskoj kreposti, utgiven på svenska 1906 av bokförlaget Helios, Helsingfors: "13 år i Schlüsselburg".